# Nothing's Carved in Stone
Pour les articles homonymes, voir NCIS.
Nothing's Carved in Stone (parfois NCIS) est un groupe de rock japonais formé en 2009.

## Histoire du groupe
Après la dissolution du groupe Ellegarden en 2008, le chanteur Takeshi Hosomi créé de son côté le groupe The Hiatus tandis que le guitariste Shinichi Ubukata fonde Nothing's Carved in Stone. Le premier album du groupe, Parallel Lives, sorti en 2009, se classant d'entrée à la onzième place du classement des charts japonais Oricon.
Après la sortie de deux albums, Sands of Time en 2010 et Echo en 2011, Silver Sun, sorti en 2012, constitue leur début chez le label major Epic Records Japan. Deux titres de l'album sont utilisés en tant que génériques d'ouverture d'anime : Pride dans la série Kingdom et Spirit Inspiration dans la série The Civilization Blaster.
Le titre éponyme tiré de leur EP Out of Control sorti en mars 2013 et présent sur l'album Revolt sorti en juin 2013, sert de générique d'ouverture à l'anime Psycho-Pass.
Le 26 août 2020 sort l'album Futures à l'occasion des dix ans du groupe, consistant en des ré-enregistrements de leurs chansons les plus représentatives,.

## Discographie

### EP
- 2009 : Around the Clock
- 2012 : Pride
- 2012 : Spirit Inspiration
- 2013 : Out of Control
- 2014 : Tsubame Crimson (ツバメクリムゾン, Tsubame kurimuzon?)
- 2015 : Gravity
- 2024 : BRIGHTNESS

### Lives
- Initial Lives - 9 décembre 2009
- Time of Justice - 22 décembre 2010

## Formation
- Shinichi Ubukata (生形 真一, Ubukata Shin'ichi?) : guitare, chœurs
- Takanori Ohkita (大喜多 崇規, Ōkita Takanori?) : batterie
- Taku Muramatsu (村松 拓, Muramatsu Taku?) : chant, guitare
- Hidekazu Hinata (日向 秀和, Hinata Hidekazu?) : basse